# Prosper Nkou Mvondo
Prosper Nkou Mvondo, né le 19 juin 1965, est un universitaire et homme politique camerounais. Il est leader du parti politique camerounais Univers.

## Biographie

### Enfance, éducation et débuts
Prosper Nkou Mvondo est né le 19 juin 1965 Ovangoul dans le département du Nyong-et-So’o dans la région du centre au Cameroun. Il fait ses études secondaires à Yaoundé où il obtient en en 1985 un baccalauréat A4. En 1989, il obtient une licence en Droit privé à l’Université de Yaoundé, puis une maîtrise en droit privé en 1990.
Il quitte le Cameroun pour la France et rejoint l’Université Robert Schuman (Strasbourg III) où il décroche en 1992, un diplôme d’études approfondies (DEA) en Droit privé général. Le 11 juillet 1995, il y soutient une thèse de doctorat sur le thème Le dualisme juridique en Afrique noire francophone : du droit privé formel au droit privé informel .

### Carrière
Prosper Nkou Mvondo commence sa carrière le 23 octobre 1995 au Cameroun. Après l'obtention de son Doctorat en droit privé, il retourne au Cameroun où il est recruté au sein de l’Université de Ngaoundéré au poste d'enseignant à la faculté des sciences juridiques et politiques. Il passe chargé de cours en 1999. Il devient par la suite enseignant maître de conférences à l'Université de Ngaoundéré.

### Politique
Prosper Nkou Mvondo commence sa carrière politique au sein du Rassemblement Démocratique du Peuple Camerounais (RDPC). Il est élu premier adjoint au maire de Ngaoundéré III à l'issue des élections municipales de 2009. En 2013, il quitte le RDPC et rejoint le parti politique Univers avec lequel il participe aux élections municipales de 2013  et est élu 3e adjoint au Maire,. En 2017, il porte plainte au Ministre de l’enseignement supérieur et Secrétaire national à la communication du RDPC Jacques Fame Ndongo qu’il accuse de trafic d’influence et de dénonciation calomnieuse.
Il est élu conseiller municipal pour le parti Univers à la mairie d’arrondissement de Ngaoundéré 3 à l’issue des élections municipales de 2018.
Prosper Nkou Mvondo est un des mentors politiques de Cabral Libii et un des dirigeants du parti Univers qui était le véhicule politique de ce candidat lors de l'élection présidentielle de 2018 au Cameroun. Il est critique et intervient régulièrement sur les plateaux de télévision comme chroniqueur politique,.

### Dirigeant Sportif
Prosper Nkou Mvondo fait ses débuts dans le milieu sportif en tant que lutteur. Entre 1983 et 1984, il remporte tour à tour le championnat départemental de lutte du Mfoundi, les Jeux scolaires et universitaire et est vice-champion national de lutte dans la catégorie des 57kgs. En 1998, il rejoint le staff de Ngaoundéré University Football Club.
En 2004, il fonde le Ngaoundéré FC, un cent de formation des jeunes footballeurs. L'équipe de football du club monte en championnat zonal MTN Elite Two en 2008. En tant que dirigeant sportif, Prosper Nkou Mvondo est en 2009, président de Ngaoundéré Football Club. En 2009, il se porte candidat aux élections à la présidence de la Fecafoot face à Iya Mohammed.
En 2024, il est présent dans des instances de direction du football au Cameroun ; notamment comme membre du comité exécutif de la Fécafoot.